# Gavin Wilkinson
Pour les articles homonymes, voir Wilkinson.
Gavin Wilkinson, né le 5 novembre 1973 à Auckland, est un footballeur international néo-zélandais. Il évolue au poste de défenseur du milieu des années 1990 au milieu des années 2000, reconverti entraîneur. Il occupe le poste de directeur technique aux Portland Timbers en MLS de 2010 jusqu'en 2024. Il est au cœur d'une controverse la même année, à la suite d'une enquête de la fédération américaine de football.

## Biographie
Gavin devient en janvier 2024 le directeur sportif du Sporting de Kansas City. Seulement 8 jours après sa nomination, à la suite d'une controverse visant Paul Riley (en), un entraîneur que Gavin a recruté pendant qu'il était le président des clubs Portland Timbers et Thorns de Portland, desquels il s'était fait également licencié.

### Carrière internationale
Gavin Wilkinson est convoqué pour la première fois en sélection par le sélectionneur national Bobby Clark en 1995. Il reçoit sa dernière sélection en 2002.
Il dispute deux Coupes d'Océanie : en 1998 et en 2000. Il participe également à deux Coupes des confédérations : en 1999 et en 2003. Lors de l'édition 1999, il joue deux matches : contre les États-Unis et l'Allemagne. Il ne joue aucun match lors de l'édition 2003.
Il joue enfin cinq matches comptant pour les tours préliminaires de la Coupe du monde 1998.
Au total il compte 33 sélections et 1 but en équipe de Nouvelle-Zélande entre 1995 et 2002.

## Palmarès

### En club
- Avec le Waitakere City :
  - Champion de Nouvelle-Zélande en 1992, 1995 et 1996
  - Vainqueur de la Coupe de Nouvelle-Zélande en 1994, 1995 et 1996.

### En sélection nationale
- Vainqueur de la Coupe d'Océanie en 1998
- Finaliste de la Coupe d'Océanie en 2000.

### Distinctions personnelles
- Meilleur entraîneur de l'USL First Division en 2007 et 2009.